# Vilém Stráský
Vilém Stráský (* 3. Juli 1999 in Brünn) ist ein tschechischer Leichtathlet, der sich auf den Zehnkampf spezialisiert hat.

## Sportliche Laufbahn
Erste internationale Erfahrungen sammelte Vilém Stráský beim Europäischen Olympischen Jugendfestival (EYOF) 2015 in Tiflis, bei dem er mit 5,70 m im Finale den zwölften Platz im Weitsprung belegte. Im Jahr darauf gelangte er bei den erstmals ausgetragenen Jugendeuropameisterschaften in Tiflis mit 7,07 m auf den achten Platz im Weitsprung und brachte im Dreisprung keinen gültigen Versuch zustande. 2023 wurde er bei der 1. Liga der Team-Europameisterschaft im Rahmen der Europaspiele in Chorzów mit 14,52 s Achter im B-Lauf über 110 m Hürden und im August siegte er mit neuer Bestleistung von 7925 Punkten bei den World University Games in Chengdu. Im Jahr darauf belegte er bei den Hallenweltmeisterschaften in Glasgow mit 6080 Punkten den sechsten Platz im Siebenkampf. Im Juni gelangte er bei den Europameisterschaften in Rom mit 8088 Punkten auf den zehnten Platz im Zehnkampf und 2025 wurde er bei den Halleneuropameisterschaften in Apeldoorn mit 6162 Punkten Sechster im Siebenkampf. Kurz darauf gelangte er bei den Hallenweltmeisterschaften in Nanjing mit 6104 Punkten auf den fünften Platz.
2023 wurde Stráský tschechischer Meister im Zehnkampf sowie 2024 im 110-Meter-Hürdenlauf. Zudem wurde er 2025 Hallenmeister im Siebenkampf.

## Persönliche Bestleistungen
- 110 m Hürden: 13,93 s (+0,1 m/s), 26. Mai 2024 in Zlín
  - 60 m Hürden (Halle): 7,88 s, 22. Februar 2025 in Ostrava
- Weitsprung: 7,47 m (+1,6 m/s), 18. Mai 2024 in Götzis
- Zehnkampf: 8088 Punkte, 12. Juni 2024 in Rom
  - Siebenkampf (Halle): 6162 Punkte, 8. März 2025 in Apeldoorn